# Хрчељ
Хрчељ (слч. Hrčeľ) насељено је мјесто са административним статусом сеоске општине (слч. obec) у округу Требишов, у Кошичком крају, Словачка Република.

## Становништво
| Година:    | 1994. | 2004.   | 2014.    | 2024.    |
| ---------- | ----- | ------- | -------- | -------- |
| Број људи: | 777   | 798     | 999      | 1162     |
| Разлика:   |       | +2,70 % | +25,18 % | +16,31 % |

| Година:    | 2023. | 2024.   |
| ---------- | ----- | ------- |
| Број људи: | 1141  | 1162    |
| Разлика:   |       | +1,84 % |

Према подацима о броју становника из 2011. године насеље је имало 918 становника.